# De principiis (Origenes)

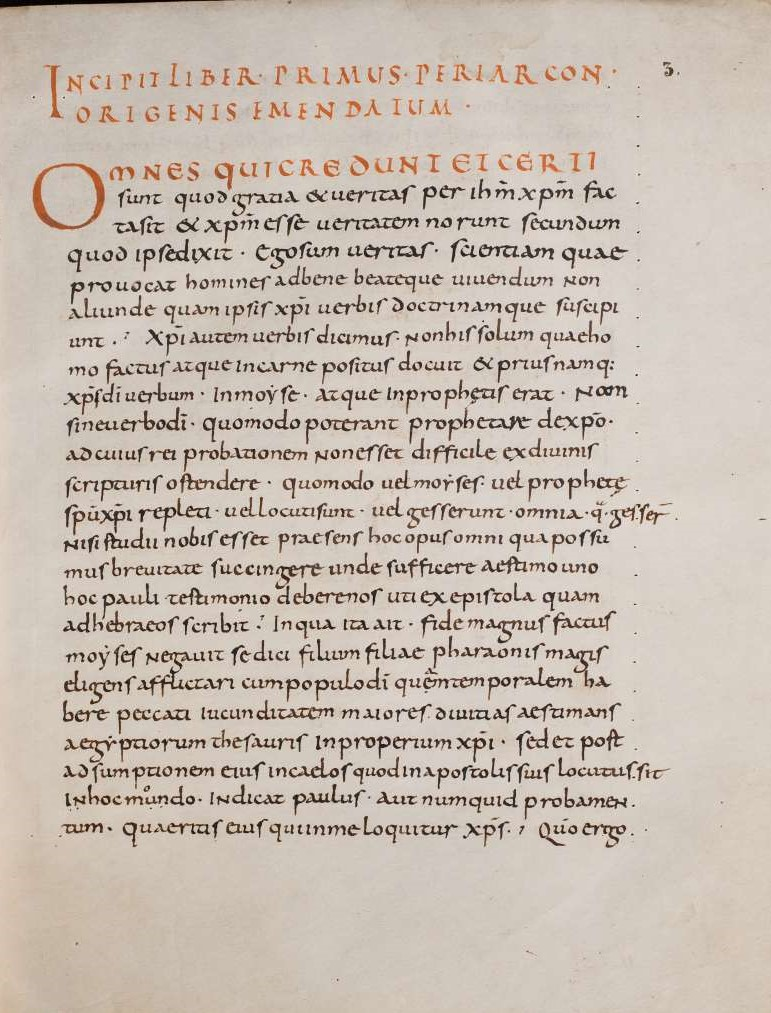
Der Anfang von Origenes’ De principiis in einem karolingischen Manuskript des 10. Jahrhunderts: Liber primus Periarcon Origenis emendatum (Herzog August Bibliothek Cod. Guelf. 57 Weiss., fol. 3 r)

De principiis (Originaltitel: Περὶ ἀρχῶν Perì archōn „Über die Grundlagen“) ist ein Hauptwerk des kaiserzeitlichen christlichen Philosophen Origenes. Es wurde vor 231 in Alexandria verfasst. Die vier Bücher des koine-griechischen Werks sind vollständig nur in der lateinischen Übersetzung des Rufinus von Aquileia erhalten.

## Textüberlieferung
In Kanon 11 des Zweiten Konzils von Konstantinopel (553) wurde Origenes als Häretiker gebrandmarkt. Es ging dabei zwar weniger um Origenes’ eigene Lehren als um die Weiterentwicklung, die sie im ägyptischen und palästinischen Mönchtum genommen hatten. Aber das Ergebnis war, dass Werke des Origenes in der Regierungszeit Justinians von der kaiserlichen Polizei eingezogen und vernichtet wurden. Das wirkte sich besonders ungünstig auf die griechische Textfassung von De principiis aus. Letztmalig bezeugt ist ihre Existenz im 9. Jahrhundert, als der gelehrte Patriarch von Konstantinopel, Photios I., das Inhaltsverzeichnis daraus abschrieb. Ansonsten blieben vom griechischen Text von De principiis nur Zitate bei spätantiken christlichen Autoren, deren Einschätzung dadurch erschwert ist, dass Gegner wie Bewunderer des Origenes interessegeleitet zitierten.

### Philokalie
Besonderen Wert haben die Zitate aus De principiis in der von Basilius von Caesarea und Gregor von Nazianz als Anthologie in den 350er Jahren aus seinen Werken zusammengestellten Philokalie, die in rund 60 Handschriften überliefert wurde. Basilius und Gregor zitierten nämlich korrekt, wenn auch mit Kürzungen, und dies ermöglicht es, die Übersetzungsweise der beiden Lateiner, Rufinus von Aquileia und Hieronymus, einzuschätzen. Die Philokalie enthält zwei längere Zitate aus De principiis: über die menschliche Willensfreiheit und über die richtige Weise der Bibelinterpretation.

### Rufinus
Vollständig erhalten ist der Text von De principiis nur in der Übersetzung, die Rufinus im Jahr 398 anfertigte. Er räumte in seinem Vorwort (Praefatio Rufini) selbst ein, dass er seine griechische Vorlage bearbeitet habe. Diese sei durch häretische Kopisten entstellt gewesen. Insbesondere in der Trinitätslehre habe er De principiis den Ansichten angepasst, die Origenes in anderen Werken vertrete. Von den „neuartigen“ Lehren bezüglich der Vernunftwesen ließ er einige aus. Auch drücke sich Origenes manchmal so knapp aus, dass Rufinus erläuternde Zusätze einfügte, entsprechend dem, was Origenes in anderen Werken zum Thema geäußert habe.
Herwig Görgemanns und Heinrich Karpp benutzten für ihre kritische Edition von De principiis (1976) folgende Manuskripte der Rufinus-Übersetzung:
- A Codex Caroliruhensis (Augiensis) 160, 10. Jahrhundert
- W Codex Guelferbytanus 4141 (Weissenburgensis 57), 10. Jahrhundert
- B Codex Bambergensis B IV 27, 11. Jahrhundert
- C Codex Casinensis 343, 10.–11. Jahrhundert
- G Codex Parisinus Sangermanensis lat. 12125, 9. Jahrhundert
- M Codex Metensis 225, 10. Jahrhundert
- Ab Codex Abrincensis 66, 13. Jahrhundert
- S Codex Parisinus Sorbonicus lat. 16322, 13. Jahrhundert

Die letzten vier Handschriften gehören zu einer weit verbreiteten Textfamilie (γ), die auch den älteren Textausgaben von De principiis zugrunde liegt. Paul Koetschau zufolge bietet die andere Textfamilie (α), zu der er die Codices A, B und C zählte (W wurde von ihm noch nicht ausgewertet), jedoch oft den besseren Text; außerdem wurde die Vorlage der Codices B und C einer gelehrten Bearbeitung unterzogen, die unter anderem Inhaltsangaben hinzufügte. Die von Koetschau übersehene Handschrift W wurde für die Edition von Görgemanns und Karpp neu hinzugezogen. Koetschau vermutete aufgrund von Besitzvermerken, dass den Hyparchetypen α und γ ein Archetypus zugrunde gelegen habe, der sich Mitte des 6. Jahrhunderts im Castellum Lucullanum bei Neapel befunden habe und später nach Monte Cassino gelangt sei. Diese Hypothese hat Zustimmung gefunden, ist aber nicht konsensual akzeptiert.

### Hieronymus
Ein Jahr nachdem Rufinus seine Übersetzung von De principiis veröffentlicht hatte, legte Hieronymus eine Gegenübersetzung vor, die lateinischen Lesern den unverfälschten Origenes präsentieren sollte. Sie blieb nicht erhalten. Einen Eindruck vermittelt der rund zehn Jahre später verfasste Brief an Avitus (Epistula 124), in dem Hieronymus die aus seiner Sicht häretischen Aussagen des Origenes zusammenstellte – manchmal als Zusammenfassung oder als Paraphrase, manchmal aber auch als wörtliches Zitat. Da Hieronymus den Text von De principiis fortlaufend durchging, lässt sich seine Übersetzung mehrfach mit der des Rufinus vergleichen, was zu Rückschlüssen auf die jeweils benutzte griechische Vorlage einlädt. Hieronymus bringt aber auch Origenes-Zitate, für die sich in Rufinus’ Übersetzung kein Gegenstück finden lässt. Hier könnte es sich um Textpassagen handeln, die Rufinus kürzte.

### Justinian
Im Jahr 543 übersandte Kaiser Justinian dem Patriarchen von Konstantinopel einen umfangreichen Traktat gegen Origenes, der traditionell als „Brief an Menas“ (Epistula ad Menam) bezeichnet wird. Obwohl Justinian theologisch interessiert war, wurde diese Abhandlung wohl nicht von ihm persönlich, sondern von seinen kirchlichen Beratern erarbeitet. Dieser Traktat beansprucht, 24 wörtliche Zitate aus De principiis zu enthalten; die Fundstelle wird aber nicht immer korrekt nachgewiesen. Justinians Traktat bringt anders als Hieronymus’ Brief die Zitate auch nicht in der Reihenfolge, in der sie in De principiis vorkommen. Für moderne Editoren von De principiis entstehen daraus einige Probleme: An manchen Stellen stimmt Justinians griechischer Text mit Rufinus’ lateinischer Übersetzung überein und scheint geradezu dessen griechische Vorlage gewesen zu sein. Bei Differenzen hat mal Justinian den kürzeren Text, mal Rufinus. Vor allem hat Justinian Zitate, die sich bei Rufinus nicht finden, die in einigen Fällen aber durch andere Textzeugen wie Hieronymus gestützt werden. „Die größte Herausforderung besteht hier, wie bei den anderen Textzeugen, zu entscheiden, welche der Zitate Justinians uns näher zum originalen Text von Peri Archon hinführen und welche uns von ihm wegführen. Wir können natürlich nicht voraussetzen, dass sie authentisch sind, einfach nur, weil sie griechisch sind.“ Die Prüfung erfordert sehr viel Umsicht, da es sich bei all diesen Zitaten um Formulierungen handelt, die zu Justinians Zeit heftig umstritten waren und wo natürlich auch denkbar ist, dass Origenisten den Text des Origenes so verändert hatten, dass dieser ihre späteren Anschauungen stützte. Aber wo Justinians Zitate als authentisch befunden werden, haben sie gegenüber Rufinus und Hieronymus den großen Vorteil, dass sie den griechischen Wortlaut bieten.

## Inhalt

### Gliederung
Origenes’ De principiis wird gern als die erste christliche Dogmatik bezeichnet. Das Werk besitzt aber nicht die Stringenz einer mittelalterlichen Summa, sondern bietet eine lockere Abfolge einzelner Abhandlungen. Darum werden auch unterschiedliche Gliederungen vorgeschlagen. Traditionell wird De principiis in vier Bücher eingeteilt; Adolf von Harnacks Lehrbuch der Dogmengeschichte zufolge handle das erste Buch von Gott, das zweite Buch von der Welt, das dritte Buch von der Freiheit und das vierte von der Offenbarung. In der neueren Forschung überwiegt aber die Ansicht, dass die Verteilung der Textmenge auf vier Bücher praktischen Erwägungen folgte und für den Aufbau von De principiis nicht maßgeblich ist. Basilius Steidle erkannte 1940/41 in De principiis die Niederschrift von drei „Kursen“, die Origenes gehalten habe: eine Einführung (Buch I bis Buch II,3), eine Erweiterung und Vertiefung (Buch II,4 bis Buch IV,3) und einen abschließenden Kurs (Buch IV,4 bis Ende). Dabei werden Steidle zufolge die gleichen Themen durchgegangen, aber mit unterschiedlichem Schwierigkeitsgrad. Steidle sah eine enge Beziehung zum Schulbetrieb des Origenes in Alexandria. Marguerite Harl schlug 1975 vor, dass De principiis eine Abfolge von 18 ursprünglich selbständigen Vorträgen sei. Paul Kübel dagegen zählte 16 Lehrvorträge, wobei zwei Gruppen (1 bis 5 und 6 bis 16) unterschieden werden können, die in der Abfolge der Themen übereinstimmen: Vater, Sohn, Geist, Vernunftwesen, Kosmos.
Im Vorwort (Praefatio) stellte Origenes den Aufriss seines Werkes vor, dem er in der Durchführung auch weitgehend folgte. Demnach haben die Apostel der Christenheit eine Richtschnur des Glaubens (Regula fidei) überliefert, den Späteren aber die Aufgabe überlassen, diese einzelnen Lehren zu durchdenken und zueinander in Beziehung zu setzen, so dass ein „organisches Ganzes“ (series et corpus) erkennbar wird. Origenes nannte acht einzelne Lehren der apostolischen Verkündigung:
1. Gott, der Schöpfer, bezeugt im Alten und Neuen Testament.
2. Jesus Christus, der Mensch geworden ist.
3. Der Heilige Geist.
4. Das Wesen der Seele, ihr Geschick im irdischen Leben und danach.
5. Die Willensfreiheit.
6. Teufel und Dämonen.
7. Anfang und Ende der Welt: Schöpfung und Eschatologie.
8. Heilige Schriften: Gott als ihr Urheber, mehrfacher Schriftsinn.

### Trinität
In der Durchführung seines Programms beginnt Origenes mit der Trinitätslehre: Gott-Vater ist in strenger Transzendenz der Ursprung allen Seins. Er bringt in ewiger Zeugung den Sohn als sein Abbild hervor und durch den Sohn den Heiligen Geist.

#### Gott-Vater
Gegen Marcion und verschiedene gnostische Entwürfe betont Origenes, dass der Schöpfergott des Alten Testaments kein Demiurg sei, sondern der eine und einzige Gott, den die Christen als Vater anrufen. Er ist körperlos – das muss gegen Christen betont werden, die einschlägige Bibelstellen wortwörtlich auffassen und meinen, Gott sei beispielsweise Licht, Feuer oder Geist (Geist ist hier im Sinne der Stoiker als ganz feiner Staub der Materie gemeint). „Gott ist Geist“ heißt im Sinne des Origenes: er ist überirdisch, unbegreiflich und unermesslich. Da körperlos, kann er weder größer noch kleiner werden. Er ist „Einheit“ (μονάς monás) und „Einsheit“ (ἑνάς henás). Mit diesen Begriffen übernahm Origenes Gedankengut von der Stoa, das sich zu den Pythagoreern zurückverfolgen lässt und später im Neuplatonismus wichtig werden wird.

#### Gott-Sohn
„Zunächst einmal müssen wir wissen, daß in Christus die Natur seiner Gottheit (deitatis eius natura), insofern er der eingeborene Sohn des Vaters ist, zu unterscheiden ist von der menschlichen Natur, die er in den letzten Zeiten nach dem Heilsplan angenommen hat.“

Origenes stellt also die Frage nach der Inkarnation Christi zurück und befasst sich zunächst mit den innertrinitarischen Beziehungen. Das Material dafür liefert ihm die Logos-Christologie des Johannesevangeliums sowie der Hebräerbrief (Hebr 1,3) – aber vor allem das alttestamentliche Buch der Sprüche. Hier stellt sich die präexistente Weisheit dem Leser vor; das klingt in der von Origenes benutzten griechischen Übersetzung (Septuaginta) so:

„Der Herr hat mich erschaffen als Anfang seiner Wege auf seine Werke hin, vor der Ewigkeit hat er mich befestigt am Anfang, bevor er die Erde schuf und bevor er die Abgründe machte, bevor die Quellen der Wasser hervorgingen, bevor die Berge festgemacht wurden, vor allen Hügeln zeugt er mich.“

Dieses alttestamentliche Zitat enthält eine Klippe, da die Weisheit (= Gott-Sohn) erklärt, Gott(-Vater) habe sie „erschaffen als Anfang seiner Wege“; Origenes hält aber an der Gleichewigkeit von Gott-Vater und Gott-Sohn fest. Er argumentiert, das Gewordensein des Sohnes sei kein Werden in der Zeit, sondern eine ewige Zeugung. „Im Klartext will Origenes sagen: Der Sohn hat und tut alles, was der Vater hat und tut. Der Sohn umfängt als Wille das von Gott Gewollte und hat gerade darin seinen Existenzgrund. Die Zeugung des Sohnes geschieht in einem zeitlosen, ewigen Willensakt des Vaters.“ Nun gilt es allerdings, einen Zweigottglauben ebenso zu vermeiden wie eine gnostische Emanationslehre und den Sohn dem Vater zuzuordnen „in ontologischer Gleichheit, […] aber in logischer Nachordnung.“ Das Material bietet wieder die jüdisch-hellenistische Weisheitsspekulation, diesmal im späten Buch der Weisheit, das zum Septuaginta-Kanon des Alten Testaments gehört. Hier fand Origenes fünf Zuordnungen der Weisheit (= Gott-Sohn) zu Gott-Vater:

„Ein Hauch nämlich ist sie der Macht Gottes und eine klare Ausströmung der Herrlichkeit des Allherrschers; deshalb dringt nichts Unreines in sie ein. Widerschein nämlich ist sie ewigen Lichts und ein fleckenloser Spiegel der Wirkkraft Gottes und Bild seiner Gutheit.“

#### Gott-Heiliger Geist
Die Ausführungen zur dritten trinitarischen Person waren für Origenes schwierig, weil ihm sein philosophisches Handwerkszeug hierbei nicht weiterhalf und er sich anhand von Bibelstellen vortasten musste. Sie sind aber auch für heutige Leser schwierig, weil die lateinische Übersetzung des Rufinus in diesen Passagen inhaltlich das Konzil von Konstantinopel (382) voraussetzt: Rufinus hat seinen Autor an die spätere Dogmenentwicklung angepasst, Origenes hätte das so nicht formuliert. Die Origenes-Zitate bei Hieronymus und bei Justinian unterscheiden sich denn auch deutlich von Rufinus’ lateinischer Paraphrase.

Einem von Justinian gebotenen Zitat kann man entnehmen, dass Origenes ein Subordinationsverhältnis der drei Hypostasen der Trinität lehrte:

„Ich glaube, daß Gott Vater, der das All zusammenhält, zu jedem Seienden hindurchdringt und einem jeden aus seinem eigenen Sein verleiht zu sein. Weniger weit als der Vater (wirkt) der Sohn, der nur zu den vernunftbegabten Geschöpfen hindurchdringt, denn er steht an zweiter Stelle nach dem Vater; noch weniger weit der heilige Geist, der nur bis zu den Heiligen hindurchdringt.“

Rufinus bietet den Kontext, in dem Origenes diese Überlegungen anstellte:

„Hier scheint es mir angebracht, zu untersuchen, was der Grund dafür ist, daß einer, der durch Gott [in der Taufe] ‚wiedergeboren wird‘ zum Heil, des Vaters, des Sohnes und des Heiligen Geistes bedarf und das Heil nicht empfängt, wenn nicht die Trinität vollständig (integra trinitas) ist; und daß es nicht möglich ist, des Vaters und des Sohne teilhaftig zu werden ohne den heiligen Geist. Bei dieser Erörterung ist es nun erforderlich, das besondere Wirken des heiligen Geistes und das des Vaters und des Sohnes abzugrenzen.“

Origenes geht von der trinitarischen Taufformel aus: In der Taufe wirken Vater, Sohn und Heiliger Geist zusammen, haben aber verschiedene Funktionen. Diese Funktionen finden sich in dem Zitat, das Justinian bietet und Rufin unterschlägt. „Auf den ersten Blick kommt dem Vater die umfänglichste Wirksamkeit zu, dem Sohn eine relativ eingeschränkte, dem Heiligen Geist die am wenigsten umfängliche“ – diese Überlegungen, die Lothar Lies als missverständlich einschätzt, boten Origenes’ Gegnern postum einen Angriffspunkt.

### Schöpfung
Nach Behandlung der göttlichen Sphäre folgt ein für Origenes’ System grundsätzlich wichtiger Gedankengang. Demnach hat Gott-Vater durch den Sohn (= den Logos) von Ewigkeit her vernunftbegabte Geistwesen geschaffen. Sie besaßen Willensfreiheit und blieben solange gut, wie sie durch den Heiligen Geist geheiligt und mit dem Sohn verbunden waren. Jedoch gelang es ihnen nicht, in diesem vollkommenen Zustand der Gottesschau zu verharren; sie fielen in unterschiedlichem Maße von Gott ab. Gott reagierte mit einer Art pädagogischer Notmaßnahme darauf, indem er für sie die materielle Welt schuf, „die dazu dienen soll, die gefallenen Geister aufzunehmen und sie durch ihre Verbindung mit materiellen Leibern zu erziehen.“ Je nach der Tiefe ihres Falles erhielten die Geistwesen einen unterschiedlichen Körper: die Engel nur einen leichten Ätherleib, die Dämonen einen extrem schweren und dichten Leib – und in der Mitte zwischen Engeln und Dämonen die Menschen mit ihrem irdischen Leib. Die gegenwärtige materielle Welt ist nicht ewig, die Schöpfung aber schon, denn Gott-Vater war immer der Schöpfer, konnte daher nie ohne Geschöpfe sein; daraus folgte für Origenes, „dass die Gattungen und Arten und in gewissem Sinne auch die Individuen immer existiert haben“.
Da es in der Bibel heißt, Gott erteile den Sternen Befehle und tadle sie (Jes 45, 12; Hi 25,5), folgerte Origenes, mit freiem Willen begabte, gefallene Geistwesen hätten die Himmelskörper beseelt und lenkten diese im Rahmen ihrer eigenen Bewährung. Die Hierarchie der Engel und ihre besonderen Zuständigkeiten entsprachen, wie Origenes betonte, ihren jeweiligen Verdiensten. Hätte Gott die Engel von vornherein hierarchisch geordnet und mit unterschiedlichen Spezialisierungen geschaffen, wäre das im Sinne des Origenes ungerecht gewesen.
Gottes Vorsehung hält die durch den Fall der Geistwesen entstandene Vielfalt der Schöpfung so zusammen, dass ein harmonisches Ganzes entsteht, das Origenes auch als großes Lebewesen beschreiben kann.

### Jesus Christus
Origenes stellte aus dem Neuen Testament die Aussagen zu Jesus Christus, seiner Gottgleichheit und seinem wirklichen Menschsein zusammen. Er bejahte staunend alles, was er da las, und betonte, Christus sei wahrer Gott und wahrer Mensch:

„… es soll der göttlichen, unaussprechlichen Substanz nichts genommen werden, was unwürdig oder unpassend wäre; andererseits sollen die Ereignisse (im Leben Jesu) auch nicht betrachtet werden als vorgetäuscht durch falsche Trugbilder.“

 Das heißt: Zwei-Naturen-Lehre ja, Doketismus nein. 
Mit dem Konzept der Seele Jesu integrierte Origenes die biblischen und kirchlichen christologischen Lehren in sein Denken: Die Seele Jesu war wie alle Seelen ursprünglich reiner Geist (noũs), blieb aber im Gegensatz zu allen anderen Geistwesen stets in der Gottesschau und mit dem Logos verbunden. Sie gebrauchte ihre Freiheit stets zur Wahl des Guten. Sie sank nicht wie die anderen Geistwesen in die materielle Welt ab, sondern wurde von Gott-Vater mit Fleisch bekleidet. Die „Seelensubstanz“ (substantia animae) kann Origenes zufolge sowohl Göttliches (nämlich Gott-Sohn) als auch Materielles in sich aufnehmen. Dabei bleibt sie durchdrungen vom Leben des göttlichen Logos, wie Origenes mit einem berühmt gewordenen Beispiel formulierte: 

„[Die Seele Jesu befindet sich] stets, wie das Eisen im Feuer, im Logos, in der Weisheit, in Gott … alles was sie tut, was sie empfindet, was sie erkennt, [ist] Gott. Darum kann man sie nicht als veränderlich und wandelbar bezeichnen; sie besitzt die Unveränderlichkeit, indem sie von der Vereinigung mit dem Wort Gottes unaufhörlich durchglüht ist.“

### Bibelhermeneutik
Mit dem Beginn von Buch IV ist der Höhepunkt des in De principiis gebotenen Systementwurfs erreicht: die Lehre von der göttlichen Inspiration der Bibel und ihrem dreifachen Schriftsinn:
Die göttliche Inspiration der Bibel versucht Origenes einem nichtchristlichen Leser mit folgender Argumentation plausibel zu machen: Die christliche Botschaft ist objektiv gesehen erfolgreich, sie findet überall im Imperium Romanum und darüber hinaus immer mehr Anhänger. Jesus Christus hat diesen Erfolg vorhergesagt und ist selbst der im Alten Testament verheißene Retter. In seiner Person bestätigt er die göttliche Inspiration des Alten Testaments und beglaubigt zugleich die neutestamentlichen Schriften, die von ihm handeln. Die Bibel aus Altem und Neuem Testament ist, so Origenes, „gotterfüllt.“ Der Leser müsse sich allerdings von der Gotteskraft der Bibel in Bewegung setzen lassen und an Weisheit und Erkenntnis zunehmen; verweigere er sich dieser Gotteskraft, werde er zum Häretiker.
Die Bibel müsse also „geistlich“ gelesen werden. Drei Gruppen von Lesern beachten das nicht und halten sich an den Literalsinn des Textes. Erstens die jüdischen Leser, die das Alte Testament nicht mit der Voraussetzung lesen, dass darin Christus vorhergesagt werde. Sie hatten daher Vorstellungen eines irdischen messianischen Reichs, denen Jesus nicht entsprach; folglich lehnten sie ihn ab. Zweitens Marcion und die Christen, die Marcions Auffassung folgten. Marcions Grundfehler war laut Origenes, dass er die Bibel wortwörtlich auffasste. Das brachte ihn dazu, den Schöpfergott des Alten Testaments (= Demiurg) und den von Jesus Christus verkündeten Gott des Neuen Testaments zu trennen. Relativ milde urteilte Origenes über die dritte Gruppe, die die Bibel wortwörtlich auffasste: die einfältigen Christen. Sie leugneten nicht, dass es in der Bibel einen tieferen, geistigen Sinn gebe, könnten aber selbst damit nichts anfangen.

„Wie nämlich der Mensch aus Leib, Seele und Geist besteht, ebenso auch die Schrift, die Gott nach seinem Plan zur Rettung der Menschen gegeben hat.“

- Dem menschlichen Fleisch (lateinisch caro, griechisch σάρξ sárx) entspricht der Literalsinn einer Bibelstelle.
- Der sinnlichen Seele (anima, ψυχή psychḗ) entsprechen Typologien und Allegorien, die einen ethischen Sinn der Bibelstelle erschließen.
- Dem menschlichen Geist (spiritus, πνεῦμα pneũma) entsprechen mystische Allegorien (anagogische, das heißt „nach oben führende“ Deutung).

Die göttliche Pädagogik sieht vor, dass auch der Literalsinn der Bibel dem Leser einigen Nutzen bringt. Beispielsweise sollen die Zehn Gebote einfach so verstanden werden, wie sie da stehen. Wer aufmerksam dem Literalsinn folgt, stolpert über Einzelheiten, die ihm unrealistisch oder für Gott unpassend erscheinen. Gott hat sie sozusagen in den Text hineingewoben, um auf die geistliche Lektüre aufmerksam zu machen. Das Gleichnis vom Schatz im Acker verdeutlicht, dass der tiefere Sinn von Bibelstellen (= der Schatz) den Leser nicht durch sprachlich-poetische Mittel beeindruckt, sondern aus einem schlichten Text (= dem Acker) ans Licht gehoben werden muss, was ohne die Hilfe des Heiligen Geistes nicht möglich ist. Damit von Befürwortern der Allegorese keine bizarren Ergebnisse verkündet werden, baute Origenes eine zusätzliche Sicherung ein: die Regula fidei. Demnach konvergieren die apostolische Verkündigung und die richtige Bibelauslegung vor allem darin, dass Gott zugleich gerecht und gut sei. Ein Gottesbild, das dem widerspricht, könne deshalb nicht aus biblischen Texten erhoben werden.

## Textausgaben
- De principiis, hrsg. von Paul Koetschau (= Die Griechischen Christlichen Schriftsteller, Band 22). Hinrichs, Leipzig 1913. (Digitalisat)
- Vier Bücher von den Prinzipien, hrsg. von Herwig Görgemanns und Heinrich Karpp (= Texte zur Forschung, Band 24). WBG, Darmstadt 1976.
- Traité des principes. Band I (Bücher I und II), mit Einleitung, kritischer Edition der Textfassung Rufins und französischer Übersetzung; Band II (Bücher I und II), Kommentar und Fragmente; Band III (Bücher III und IV), mit Einleitung, kritischer Edition der Philokalie sowie der Textfassung Rufins und französischer Übersetzung; Band IV (Bücher III und IV), Kommentar und Fragmente; Band V, Ergänzungen und Register, hrsg. von Henri Crouzel und Manilo Simonetti (= Sources chrétiennes, Band 252, 253, 268, 269). Editions du cerf, Paris 1978. 1980. 1984.
- On First Principles, hrsg. von John Behr. 2 Bände. Oxford University Press, Oxford 2017.

Karl Friedrich Schnitzer erarbeitete 1834 die erste und bis 1976 einzige deutsche Übersetzung von De principiis, die er als „Wiederherstellungsversuch“ kennzeichnete, wobei er optimistisch war, aus Rufins lateinischer Übersetzung das „System“ des Origenes rekonstruieren zu können.
Paul Koetschau legte 1913 eine kritische Edition von De principiis vor, die Rufinus’ lateinische Übersetzung stark nach den Fragmenten bei Hieronymus und Justinian korrigierte. Im Anschluss daran spaltete sich die Forschung: Während beispielsweise Eugène de Faye und Hans Jonas Koetschau folgten (was bedeutete, die Distanz des Origenes zur Kirchenlehre stärker zu betonen), meldeten sich seit Gustave Bardy (1931) auch Verteidiger der Rufin’schen Übersetzung.
Im Jahr 1976 veröffentlichten Herwig Görgemanns und Heinrich Karpp eine moderne Ausgabe von De principiis mit deutscher Übersetzung, die anders als Koetschau (1913) von Rufinus abweichende Fragmente nicht unmittelbar einfügte, sondern parallel zu seinem Text setzte. Die Übersetzung orientierte sich sprachlich an der für Rufinus vermuteten griechischen Vorlage und wählte fallweise unter den verschiedenen Textvarianten den am höchsten bewerteten Text, was jeweils nachgewiesen wurde.
Gleichzeitig mit Görgemanns und Karpp arbeiteten Henri Crouzel und Manilo Simonetti an einer Edition von De principiis mit französischer Übersetzung für die Reihe Sources Chrétiennes (1978–1984), die sich auf Rufinus’ harmonisierende lateinische Übersetzung stützt. Diese Edition kombiniert den Text des Rufinus mit den Kapitelüberschriften des Photios. Abweichende Textfassungen (Hieronymus, Justinian, Philokalie usw.) sind in den Kommentar verwiesen. John Behrs Edition von De principiis mit englischer Übersetzung bietet ebenfalls den Text des Rufinus, andere Textzeugen sind aber am Fuß der Seite zu finden, so dass der Vergleich erleichtert ist. Während Görgemanns und Karpp einige von Hieronymus und Justinian gebotene Zitate nach entsprechender Prüfung gegenüber der Übersetzung des Rufinus bevorzugten, vertraten Crouzel und sein Kreis, dem auch Lothar Lies zuzurechnen ist, die Position, dass Hieronymus’ Zitate nur sehr vorsichtig herangezogen und die Zitate Justinians gar nicht mehr mit der Urfassung von De principiis in Verbindung gebracht werden dürften.